# Uuden Musiikin Kilpailu (2019)
A 2019-es Uuden Musiikin Kilpailu egy finn zenei verseny volt, melynek keretén belül a közönség és a nemzetközi zsűrik kiválasztották, hogy melyik dal képviselje Finnországot a 2019-es Eurovíziós Dalfesztiválon, Tel-Avivban. A 2019-es UMK volt a nyolcadik finn nemzeti döntő.
Az élő műsorsorozatba a tavalyi módszerekhez hasonlóan, idén is a finn műsorsugárzó egy előadót jelölt ki. A közönség és a nemzetközi zsűrik a 2019. március 2-án megrendezésre kerülő nemzeti döntőben választották ki az elhangzó három dal közül, hogy melyiket küldik az Eurovíziós Dalfesztiválra. 2019. január 29-én az ország fővárosában, Helsinkiben, a Hotel Kämp-ben egy sajtótájékoztató keretein belül jelentette be az YLE, hogy Darude lesz az idei képviselőjük. Darude mellett Sebastian Rejman vokalistaként fog részt venni.
A verseny győztese a Look Away című dal lett, amivel Darude és Sebastian Rejman képviselik az országot Tel-Avivban.

## Helyszín
A verseny helyszíne a Turkuban található Logomo volt, amely a finn The Voice műsorának forgatási helyszínéül szolgált.

## A műsorvezető
A 2019-es műsor házigazdái Christoffer Strandberg, Mikko Silvennoinen és Krista Siegfrids voltak. Krista mint versenyző már vett részt a műsorban Marry Me (magyarul: Vegyél feleségül) című dalával, amellyel meg is nyert a válogatót, így ő képviselte Finnországot a 2013-as Eurovíziós Dalfesztiválon Malmőben. Végül 24. helyen végzett az döntőben 13 ponttal. Érdekesség, hogy 2016 óta minden évben ő vezeti a finn nemzeti döntőket. Mikko 2016 óta az Eurovízió finn kommentátorként vesz részt a dalversenyen, 2018 óta pedig a nemzeti döntőjük műsorvezetője. Christoffer finn-svéd színész, komikus és műsorvezető. 2013-ban a finn Miss Drag Queen-nek választották.

## Döntő
A döntőt március 2-án rendezte az YLE egy előadó és három dal részvételével. A végeredményt a nézők és a nemzetközi zsűri szavazatai alakították ki. Az est meghívott előadója a 2013-as Eurovíziós Dalfesztivál győztese, Emmelie de Forest volt.
| # | Dal        | Szerző(k)                                         | Nemzetközi zsűri | Nézők | Összesen | Helyezés |
| - | ---------- | ------------------------------------------------- | ---------------- | ----- | -------- | -------- |
| 1 | Release Me | Ville Virtanen, Jaakko Manninen, Brandyn Burnette | 70               | 19    | 89       | 3.       |
| 2 | Superman   | Ville Virtanen, Chris Hope, Thom Bridges          | 74               | 73    | 147      | 2.       |
| 3 | Look Away  | Sebastian Rejman, Ville Virtanen                  | 96               | 148   | 244      | 1.       |

A nemzetközi zsűri tagjai:
- Ana Bordas
- Michael Kealy
- William Lee Adams
- Tali Eshkoli
- JOWST
- Gabriel Alares
- Emmelie de Forest
- Jan Bors

| # | Dal          | Spanyolország | Írország | Egyesült Királyság | Izrael | Norvégia | Svédország | Dánia | Csehország | Összesen |
| - | ------------ | ------------- | -------- | ------------------ | ------ | -------- | ---------- | ----- | ---------- | -------- |
| 1 | "Release Me" | 10            | 8        | 8                  | 8      | 10       | 8          | 8     | 10         | 70       |
| 2 | "Superman"   | 8             | 10       | 10                 | 10     | 8        | 10         | 10    | 8          | 76       |
| 3 | "Look Away"  | 12            | 12       | 12                 | 12     | 12       | 12         | 12    | 12         | 96       |

### Külső hivatkozások
- https://yle.fi/aihe/umk